# Clemens Fritz
Clemens Fritz, född 7 december 1980 i Erfurt, är en tysk före detta fotbollsspelare.

## Klubbkarriär
Clemens Fritz startade sin karriär i Rot-Weiß Erfurt, innan han sommaren 2001 lämnade för Karlsruher, där han under sin första säsong gjorde fem mål på 31 matcher. 2003 skrev Fritz på för Bayer Leverkusen, där han under våren spelade 14 matcher. Under försäsongen i en match mot Rot-Weiss Essen inför 2004/2005 bröt Fritz vadbenet och tvingades till tre operationer vilket gjorde att hela säsongen spolierades. Efter säsongen 2005/2006 då Fritz gjorde comeback blev han såld till Werder Bremen.

## Internationell karriär
Clemens Fritz har representerat Tyskland på både U18 och U21 nivå, men det var först i oktober 2006 som han fick chansen i landslaget mot Slovakien, en match Tyskland vann med 4-1. I juni 2007 gjorde Fritz sitt första mål när Tyskland vann över San Marino med 6-0.
Fritz var uttagen i Tysklands trupp till EM 2008 där han spelade i gruppspelsmatcherna mot Polen (2-0) och Kroatien (1-2).

### Internationella mål
| Nr | Datum            | Spelplats                            | Motståndare | Mål | Resultat | Tävling           |
| -- | ---------------- | ------------------------------------ | ----------- | --- | -------- | ----------------- |
| 1. | 2 juni 2007      | Stadion Nürnberg, Nürnberg, Tyskland | San Marino  | 6–0 | 6–0      | Kval till EM 2008 |
| 2. | 17 november 2007 | AWD-Arena, Hannover, Tyskland        | Cypern      | 1–0 | 4–0      | Kval till EM 2008 |

## Meriter

### Klubblag
Werder Bremen
- Tyska Ligacupen: 2006

### Landslag
- EM 2008: Silver